# Tysk Wituland
Tysk Wituland eller blot Witu var et omkring 300 km2 stort territorium i det østlige Afrika, som var centreret omkring byen Witu. Området blev annekteret som en del af Det tyske koloniimperium 1885-1890.
Clemens Denhardt berejste 1878-1879 sammen med sin broder Gustav (1856-1917) og Gustav Adolf Fischer området omkring Tanafloden i det nuværende Kenya og vendte efterfølgende hjem til Europa for at samle midler for at sikre, at det land, som de havde undersøgt, skulle vindes for den tyske handel. I 1882 lykkedes det Denhardt at oprette Tanakommitéen, som sammen med videnskapsakademiet i Berlin i 1884 bekostede en ny ekspedition til Wituland, fra hvis sultan, som stillede sig under tysk beskyttelse, Denhardt erhvervede et område med omkring 60 km kyst inklusive alle højhedsrettigheder. Han vendte der efter atter tilbage til Tyskland og solgte 1.400 km2 af sin besiddelse til det af medlemmer af den tyske koloniforening oprettede Tyske Witu-selskab. I 1885 blev området et tysk beskyttet område under navnet Tysk Witu, og Helgoland-Zanzibar-traktaten indebar, at Witu blev britisk og den 1. juli 1890 forlod de tyske tropper området som i stedet blev en del af Britisk Østafrika.